# Amarelo de quinoleína
Amarelo de quinoleína ou amarelo alimentar n° 13 é um corante alimentar de código E 104. Quimicamente é o sal dissódico do ácido 2(2-quinolil)-indanodiona-1,3-dis-sulfónico.